# Muchacho pelando fruta
Muchacho pelando fruta es una obra al óleo del pintor italiano Caravaggio, realizada en 1592 y conservada en la Fundación Roberto Longhi, de Florencia. Es una de las primeras obras del autor, que tenía 20 años cuando la realizó.

## Análisis
Esta es la primera obra conocida de Caravaggio, data de 1592, tras haber salido de Milán. De acuerdo a su biógrafo Mancini, Caravaggio se alojó en el Palacio Colonna, acompañado de Monseñor Pandulfo Pucci. La relación se deterioró debido al vegetarianismo de Pucci —Caravaggio se referirá a él años más tarde como «monseñor ensalada»—. Este es un cuadro de «flores y frutos», y serviría de inspiración para Cesto de frutas y Baco, de la siguiente etapa de Caravaggio.
El tema de las frutas ha sido ampliamente cuestionado a lo largo del tiempo. Varios autores señalan que se trata de una pera, o incluso de una ciruela o una mandarina. Lo ineludible es que son cultivos típicos de la Italia de finales del siglo XVI y principios del siglo XVII, requisito que las tres frutas cumplen con creces.
El modelo no es tan rústico como en otros cuadros, esta ocasión tiene un aire «bonito», pues está bien vestido y arreglado. De acuerdo a algunos estudiosos, puede que el chico demuestre indiferencia ante la tentación de la fruta.
El modelo en cuestión está pensado para emular a otros cuadros del mismo autor, como San Francisco de Asís en éxtasis y El amor victorioso, hechos ambos entre 1595 y 1597. 
Del cuadro sobreviven varias copias. En 1996 el crítico de arte —y a la sazón, biógrafo de Caravaggio—, John T. Spike, identificó una imitación existente en la colección real de la Corona británica.